# Yvan Cassar
Pour les articles homonymes, voir Cassar.
Ne doit pas être confondu avec son homologue musicien Philippe Cassard.
Vous pouvez aider à l'améliorer ou bien discuter des problèmes sur sa page de discussion.
- Il ne cite pas suffisamment ses sources. Vous pouvez indiquer les passages à sourcer avec {{référence nécessaire}} ou {{Référence souhaitée}}, et inclure les références utiles en les liant aux notes de bas de page. (Marqué depuis avril 2014)

- Archive Wikiwix
- Bing
- Cairn
- DuckDuckGo
- E. Universalis
- Gallica
- Google
- G. Books
- G. News
- G. Scholar
- Persée
- Qwant
- (zh) Baidu
- (ru) Yandex
- (wd) trouver des œuvres sur Wikidata

Yvan Cassar, né à Rennes le 12 décembre 1966, est un compositeur, pianiste, arrangeur, directeur musical, chef d'orchestre français. Il collabore avec de nombreuses vedettes de la chanson française.

## Biographie

### Enfance et formation
Yvan Cassar est né à Rennes le 12 décembre 1966.
Il se perfectionne au piano au conservatoire de Nantes.
En 1987, il rentre au conservatoire national supérieur de musique de Paris où il étudie l’écriture, la composition et le piano,.

### Carrière
En 1989, il prend part au festival philharmonique Les Tombées de la nuit en tant que chef d’orchestre.
C'est au cours de ce festival qu'il rencontre le chanteur breton Melaine Favennec, avec lequel il collabore pour l'album La Chambre (1990) qui obtient le Prix de l'Académie Charles-Cros.

### Collaborations artistiques
Yvan Cassar travaille avec de nombreux artistes français en tant qu'arrangeur, réalisateur ou directeur musical : Mylène Farmer, Claude Nougaro, Johnny Hallyday,, Charles Aznavour, Céline Dion, William Sheller, Jean-Jacques Goldman, Patricia Kaas, Pascal Obispo, Jacques Dutronc, Michel Sardou, Florent Pagny, Grégory Lemarchal, Roberto Alagna, Dorothée ou encore Jean-Michel Jarre.
En 1991, il compose sa première musique de film, Loulou Graffiti. Il participe aux bandes originales de films tels que Les Visiteurs et Les Couloirs du temps.
Depuis 1996, il est le réalisateur et directeur musical des spectacles de Mylène Farmer.
En 1997, il conçoit l’ouverture des Mondiaux d’Athlétisme à Athènes avec le compositeur Vangelis.
Yvan Cassar collabore également à plusieurs reprises, à la scène et en studios, avec Johnny Hallyday. Au stade de France, en 1998, il signe les arrangements musicaux et assure la direction musicale de la partie symphonique, ainsi qu'en 2000 pour les concerts à la Tour Eiffel et à l'Olympia,. Il participe, en 2002, à l'album À la vie, à la mort. Une fois de plus, Yvan Cassar est aux arrangements et à la direction musicale pour le spectacle au Parc des Princes en 2003 et le Flashback Tour 2006-2007, pour lequel il est également présent sur scène, aux claviers,. En 2007, Il réalise l'album Le Cœur d'un homme et, en 2012, l'album L'Attente. Il écrit les orchestrations de la partie symphonique du Tour 2012.
Yvan Cassar réalise pour Claude Nougaro les albums Embarquement immédiat (2000).
Il participe aux arrangements des cordes sur l'album The Mass du groupe Era. 
En 2005, il dirige l’orchestre du spectacle musical et chorégraphique Carmina Burana, de Carl Orff, et il compose le poème musical À l’Encre de Chine, première partie du spectacle. La même année, il dirige l’orchestre des cordes pour le spectacle musical de Catherine Lara, Graal.
Au début de l'année 2007, il reprend la chanson Où sont les femmes ? (originellement composé et interprété par Patrick Juvet, sur des paroles de Jean-Michel Jarre) pour la nouvelle publicité télévisée des magasins de bricolage Castorama.
En 2014, il compose les chansons de Franco Dragone pour la revue du Lido, sur des textes de Saule.
En 2016, il dirige l'orchestre philharmonique de l'opéra de Marseille pour une émission spéciale sur France 3 : Luciano Pavarotti, le concert sous les étoiles, en hommage au chanteur disparu.
Le samedi 9 décembre 2017, au cours de l'hommage populaire à Johnny Hallyday, il accompagne au piano le violoncelliste Gautier Capuçon lors de la cérémonie religieuse, à l'église de la Madeleine, à Paris.
En 2019, il interprète plusieurs chansons pour Les Plus Belles Comptines d'Okoo, un programme de la plateforme jeunesse Okoo de France Télévisions.
Yvan Cassar réalise, en 2019, l'album Johnny, compilant douze chansons de Johnny Hallyday réorchestrées en version symphonique et mixées sur la voix d'anciens enregistrements du chanteur. Deux ans plus tard, il réalise Johnny Acte II sur le même concept que le précédent opus,. La tournée Johnny Symphonique retardée d'une année en province, donne trois premières représentations Salle Pleyel les 8 et 9 juin 2022 et à Nice le 11 décembre, ; Yvan Cassar y dirige un orchestre symphonique reprenant des chansons d'Hallyday réorchestrées, sur la voix et des images du chanteur.  Le Johnny Symphonique tourne entre mars et avril 2023 dans différentes villes de France et se poursuit au printemps 2024.
À l'automne 2024, Yvan Cassar prend part à Paris à l'enregistrement de la bande originale du jeu vidéo japonais Death Stranding 2: On the Beach, sur des compositions de Woodkid.

## Discographie (collaboration artistique)
Pour Mylène Farmer :
- Tour 1996 de Mylène Farmer : claviers & direction musicale
- 1999 : Mylenium Tour (live) : direction musicale et claviers
- 2006 : Avant que l'ombre… À Bercy (spectacle) : direction musicale, arrangements pour la scène & claviers : pour Eden Musique
- Tour 2009 de Mylène Farmer : direction musicale
- Timeless 2013 : direction musicale et clavier
- Nevermore 2023-2024 : Direction musicale et claviers pour  L’Autre, Pas le temps de vivre, Rêver et Que l’aube est belle.

Pour Johnny Hallyday :
- 1998 : Stade de France 98 Johnny allume le feu : arrangements musicaux et direction musicale (en collaboration avec Erick Bamy)
- 2000 : 100 % Johnny : Live à la tour Eiffel : réalisation (en collaboration avec Thierry Rogen et Yves Jaget)
- 2003 : Parc des princes 2003 : direction musicale, arrangements et réalisation
- 2006 : Flashback tour : Palais des sports 2006 : direction musicale, arrangements, claviers et réalisation
- 2007 : La Cigale : 12-17 décembre 2006 : direction musicale, arrangements, claviers et réalisation
- 2007 : Le cœur d'un homme : réalisation
- 2012 : L'Attente : réalisation
- 2013 : On Stage : orchestration symphonique et direction
- 2013 : Born Rocker Tour : orchestration symphonique et direction
- 2018 : Mon pays c'est l'amour : claviers, arrangement[43]

Pour Claude Nougaro :
- 2000 : Embarquement immédiat : réalisation, arrangements, claviers
- 2001 : Nougaro au Théâtre des Champs-Elysées : réalisation, arrangements, claviers
- 2004 : La Note bleue (album posthume) : réalisation, piano

En duo avec Louis Chedid :
- 2022 : En noires et blanches : piano, direction musicale, arrangements